# The Reader Organisation
The Reader ist eine Organisation, deren Ursprung in dem in Liverpool ab Frühjahr 1997 erscheinenden Literaturmagazin The Reader zu finden ist. Jane Davis führte zusammen mit weiteren Mitarbeitern an der Universität Kurse durch, die statt literaturwissenschaftlicher Theorien das Lesen und die Kommunikation zwischen Lesenden und Text und den Dialog zwischen Lesenden über das Gelesene in den Mittelpunkt stellten. Die besondere Methode dieser Kurse war, dass die Teilnehmenden unvorbereitete Texte in Abschnitten laut und langsam vorlasen, wobei sich an die Abschnitte jeweils ein Gespräch über das Gelesene anschloss.

## Entstehung und Entwicklung des Shared Reading
Inspiriert von den positiven Erfahrungen bei den Universitätskursen entstand unter den Veranstalterinnen die Idee, die Zielgruppe auf Teilnehmende zu erweitern, die aus den verschiedensten Gründen nie eine Universität betreten würden. Im Jahr 2002 wurde das Projekt „Get into reading“ (ungefähr: Fang an mit Lesen) gestartet. Teilnehmende der ersten zwei Gruppen waren junge Mütter und Erwachsenenschüler und der Begriff Shared Reading, ein heutiges Markenzeichen dieser Methode, wurde zum ersten Mal mit dem Inhalt gefüllt, für den er heute im engeren Sinne bekannt geworden ist. Die positiven Reaktionen und Evaluierungen der Teilnehmenden bestätigten die Veranstalter in ihren Annahmen, dass gemeinsames Lesen in Gruppen nicht nur eine Annäherung an die Literatur bedeuten, sondern auch zu verbesserter psychischer und physischer Gesundheit der Teilnehmenden führen kann. Auch werden ein größeres Selbstvertrauen, verstärkte persönliche Stabilität, ein besseres Verständnis für andere und eine verringerte soziale Isolation der Teilnehmenden erzielt.
Heute gibt es fast 400 Shared-Reading-Gruppen, verteilt über weite Teile von Großbritannien. Man versucht mit dieser Methode besonders auch Menschen, die sich in Krankenpflegesituationen, im Strafvollzug, im Bildungssystem und in der Demenzpflege zu erreichen. Das Projekt wird zum Teil aus öffentlichen Mitteln und Spenden finanziert, ein Teil der Arbeit geschieht ehrenamtlich.

## Shared Reading in Deutschland
In Deutschland wurde das Projekt auf der Leipziger Buchmesse 2016 von Thomas Böhm und Carsten Sommerfeldt, die gemeinsam das Unternehmen „Literarische Unternehmungen“ betreiben, unter Mitwirkung von Jane Davis vorgestellt. Im April 2016 fand im Galli Theater Berlin während der einwöchigen Veranstaltung „READ!BERLIN. Literaturfestival“ ein Pilotprojekt mit SharedReading unter Böhms und Sommerfeldts Leitung statt. Das Pilotprojekt stieß auf reges Interesse und ab Herbst 2016 konnten wöchentliche Lesekreise unter dem Namen „Mit-Lesen-Teilen“ in Räumen der Berliner Amerika-Gedenkbibliothek stattfinden. Bis auf Weiteres werden die Lesekreise in der Berliner Zentral- und Landesbibliothek fortgesetzt.
Böhm und Sommerfeldt veranstalten seit Herbst 2016 im Literarischen Colloquium Berlin mehrtägige Seminare für die Ausbildung zum Gruppenleiter für das Shared Reading, genannt 'facilitator'.